# 바두기
바두기(BaduGI)는 2016년 4월, 고등과학원 이주영 교수가 딥마인드의 첫 알파고 논문을 50번 이상 읽고 개발한 바둑 인공지능 프로그램이다.
처음에는 BaduKi로 명명했으나, 최근 BaduGI로 이름을 변경했다.

## 사양
2개의 CPU와 4개 ~ 20개의 GPU(RTX 2080 Ti)를 사용한다. 컴퓨터 OS 환경은 우분투(Ubuntu Linux)를 사용한다.

## 대회
2019년 4월 26일부터 30일까지 중국 푸저우 시에서 벌어진 보소프트컵(Bossoft·博思杯) 세계 인공지능(AI) 바둑대회서 바두기는 준우승을 차지했다. 우승은 중국의 싱천(Golaxy, 골락시)이 차지했다.
2019년 12월 14일부터 15일까지 일본 도쿄 도에서 벌어진 Computer Go UEC Cup 세계 인공지능(AI) 바둑대회서 바두기는 3위를 차지했다. 우승은 중국의 싱천(Golaxy, 골락시)이 차지했다.

## 같이 보기
- 돌바람
- 한돌 (바둑)